# Oblak

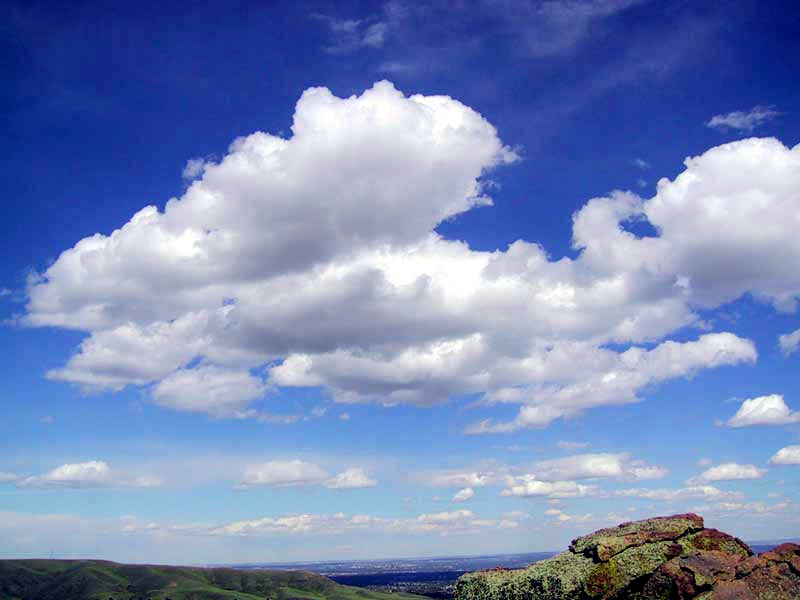
Oblaky kumulus, které se tvoří za pěkného počasí

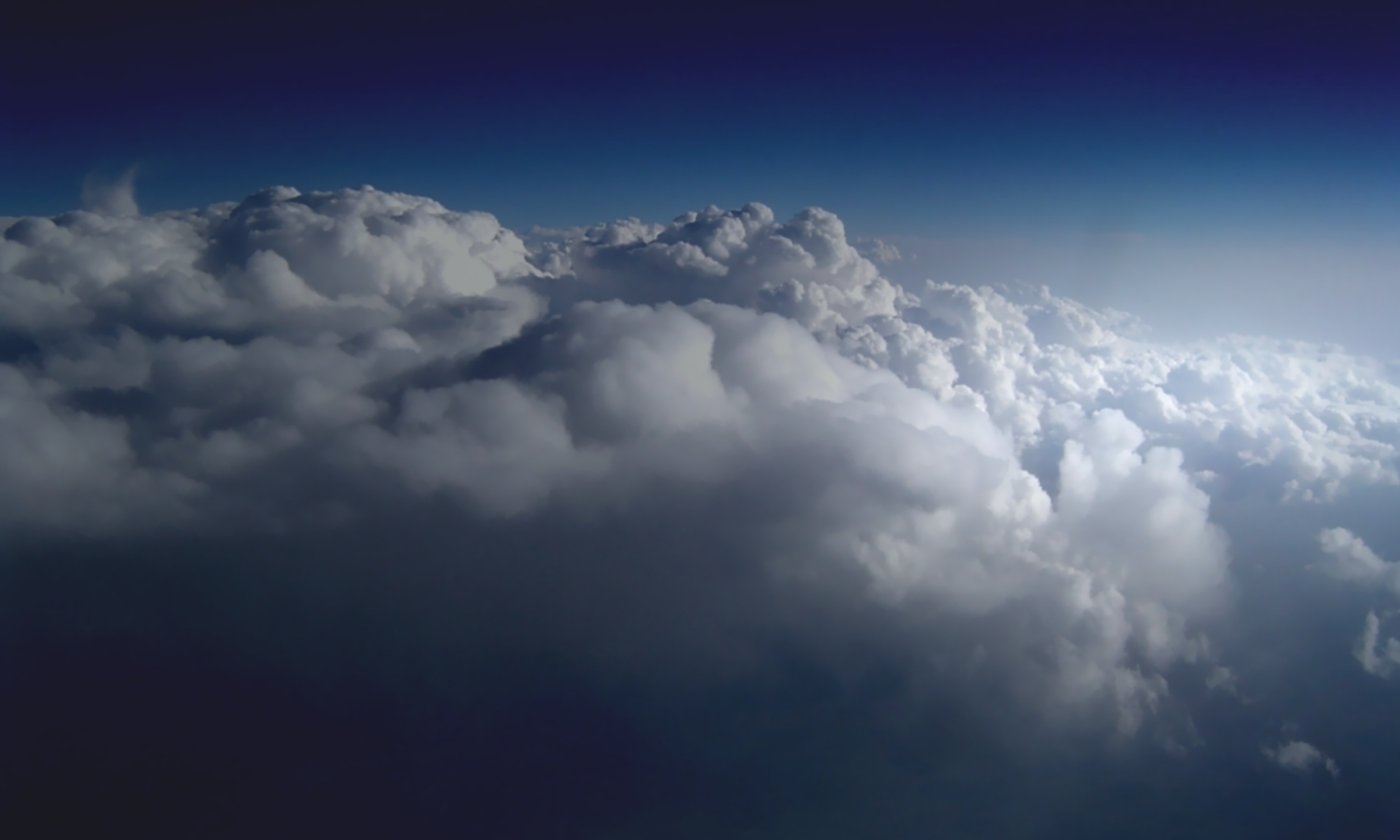
Oblaky stratokumulus shora

Oblak je viditelná soustava malých částic vody nebo ledu (případně jiných látek) v atmosféře Země nebo jiných planet. Mrak též mračno je oblak (1. p. množného čísla a 4. p. oblaky i oblaka, 2. p. oblaků i oblak) tmavého vzhledu, jedná se však o neodborné označení. Oblaky vznikají tehdy, když se vlhkost vzduchu zkondenzuje na kapky nebo ledové krystalky. Výška, ve které se děj odehrává, bývá různá a nazývá se kondenzační hladina. Hranice teploty, za kterou se voda v plynném skupenství mění na kapalinu se nazývá rosný bod. Výška kondenzační hladiny závisí na stabilitě teplotního zvrstvení vzduchu a množství přítomné vlhkosti. Průměrná oblačná kapka nebo ledový krystalek má v průměru přibližně 0,01 mm. Studená oblaka tvořící se ve velkých výškách obsahují pouze ledové krystalky, nižší, teplejší oblaka obsahují pouze vodní kapky. Existují i oblaky obsahující aerosol – jak pevné, tak i kapalné částice.
Často se objevuje mylný názor, že oblaky jsou složeny z vodní páry. Není to pravda, protože samotná vodní pára je neviditelná bez ohledu na výšku a hustotu. Oblaky tvoří voda v kapalném nebo pevném skupenství.
Oblaky se liší vzhledem, výškou, ve které vznikají, i vlastnostmi. Tyto rozdíly jsou základem mezinárodního systému jejich klasifikace. Tato klasifikace je odvozena od klasifikace, kterou zavedl v roce 1803 Luke Howard. Název mraků se tvoří kombinací čtyř latinských slov: cirrus (řasa nebo kučera), stratus (vrstva nebo sloha), nimbus (déšť) anebo cumulus (kupa). Tato klasifikace obsahuje 10 základních druhů. Jen z některých druhů oblaků padají pevné či kapalné srážky.
Za oblaka se někdy považují i přírodní nebo umělé viditelné útvary z malých částic, například mrak vzniklý po výbuchu sopky, z požáru, kondenzační stopy po přeletu letadla či atomový hřib.

## Význam
Největší význam oblaků spočívá v tom, že z nich padají srážky (např. déšť nebo sníh) a voda z atmosféry se jejich prostřednictvím vrací zpět na zemský povrch. Pokud mají kapky vody dosáhnout zemského povrchu, musí mít určitou minimální velikost, aby se při pádu z atmosféry na povrch nevypařily (resp. nevysublimovaly). Důležitá je též délka jejich letu, čili výška oblaku. Z vysokých a středně vysokých oblaků srážky na zem nedopadají (nebo dopadají jen výjimečně), protože se vypaří ještě před dopadem.
Díky své bílé barvě oblaky výrazně odráží dopadající sluneční světlo zpět do kosmu a zvyšují tak odrazivost (albedo) planety. Z tohoto důvodu je povrch planety ukrytý pod oblačností méně zahříván. V současnosti tak oblaka chladí globálně povrch Země přibližně v průměru o 5 °C. Odrazivost jasného oblaku je až 0,7–0,9, což znamená, že oblak odrazí 70 až 90 % dopadajícího světla. Vyšší odrazivost dosahuje už jen čerstvě napadaný sníh. Množství sluneční energie, kterou oblaka odrazí zpátky do kosmu, je asi 20 % a dalších 19 % absorbují. Z pozorování oblaků je též možné odhadnout vývoj počasí v následujících hodinách až dnech. Oblaky vypovídají mnoho o procesech, které probíhají v atmosféře. Přesnější odhad počasí je však možné udělat jen spolu se sledováním dalších meteorologických prvků, např. vlhkosti vzduchu, větru, změny atmosférického tlaku apod.

## Vznik
Oblaka se mohou skládat z částic různé velikosti a různého původu. Vznik a vývoj přírodních oblaků je úzce vázán na termodynamické podmínky v okolní atmosféře a uvnitř oblaku. Pokud se tyto podmínky s časem mění, oblak se neustále vyvíjí.

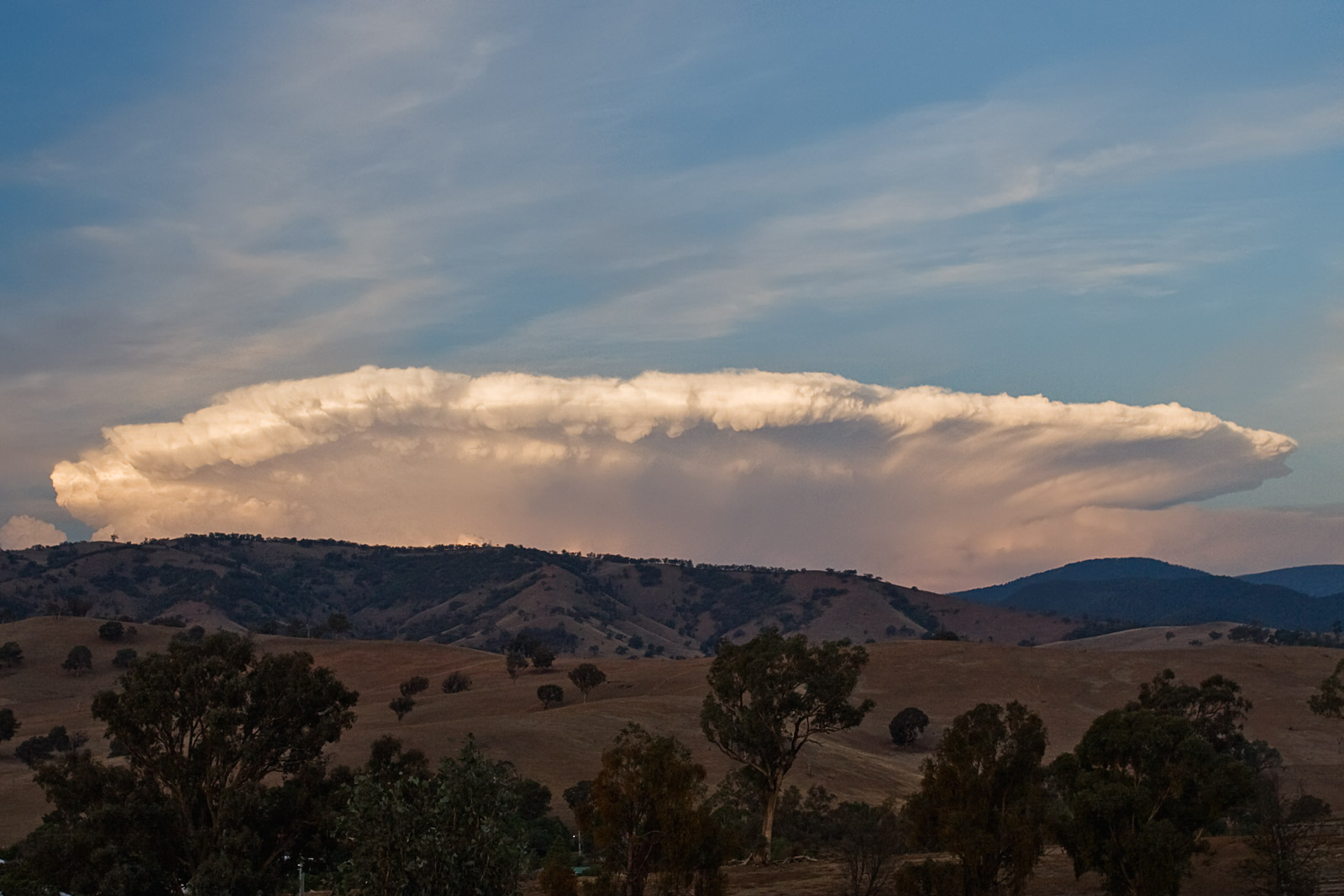
Vrchol oblaku kumulonimbus incus

Vznik oblaku je součástí koloběhu vody, když se z povrchu vodních ploch, půdy a živých organismů vypařuje voda. Maximální koncentrace vodní páry v atmosféře je 4 %.[zdroj?] Tehdy hovoříme o 100procentní vlhkosti vzduchu. Vzduch s obsahem vodní páry začne stoupat, což se děje z nejrůznějších příčin, většinou kvůli vyšší teplotě a proto menší hustotě v porovnaní s chladnějším, hustějším (tj. těžším) vzduchem, který klesá a teplý vzduch vytlačuje nahoru. Výstup vzduchu se však může uskutečnit i podél plochy frontálního rozhraní (tedy na hranici dvou vzduchových hmot) či podél terénních překážek (pohoří). Jelikož se se stoupající výškou tlak vzduchu snižuje, zahřátý vzduch se rozpíná a zároveň ochlazuje. Po poklesu teploty vzduchu začne vodní pára přecházet do kapalného skupenství čili kondenzovat. Když je teplota nižší než 0 °C, vodní pára se změní (desublimuje) na drobné ledové krystalky.
Hladina (tj. výška), ve které teplota vzduchu poklesne pod teplotu rosného bodu, se nazývá kondenzační hladina. Výška kondenzační hladiny není stálá a závisí na podmínkách v atmosféře. Představu o aktuální výšce kondenzační hladiny si můžeme udělat, pokud je obloha pokrytá většími oblaky typu cumulus. Jejich tmavá, ostře ohraničená základna leží na kondenzační hladině.
Vertikální pohyby vzduchu, které vynášejí vzduch s vysokým obsahem vodní páry do větších výšek, se nazývají konvekce. Rychlost výstupních proudů dosahuje 5–20 m/s i víc.
Pro vznik oblaku je však kromě vodní páry nutná též přítomnost kondenzačních jader, maličkých částic aerosolů s průměrem okolo 10−7 až 10−9 metru. Přirozenými kondenzačními jádry jsou například částice vulkanického prachu, krystalky mořské soli, částečky půdy či bakterie, některá kondenzační jádra mohou být i antropogenního původu (např. spaliny). Na kondenzačním jádru vodní pára kondenzuje do kapalného skupenství, nebo při teplotách pod 0 °C rovnou desublimuje do pevného skupenství. Kapičky rostou i tím, že se při vzájemných srážkách spojují (tomuto procesu shlukování disperzních koloidních částic ve větší celky – zániku aerosolu, se říká koalescence). Když se vodní či ledové oblačné částice vypaří nebo sublimují dříve než dosáhnou velikosti srážkových elementů, oblak se udržuje v rovnováze.
Kapičky tvořící oblaka mohou narůst do rozměrů potřebných pro utvoření oblaků i bez kondenzačních jader, agregací jednotlivých molekul vody. Tento proces je však pomalý, takže se na vzniku oblaků podílí jen minimálně. Kondenzační jádra ulehčují přechod vodní páry do jiných skupenství.

## Vlastnosti

### Vnitřní struktura

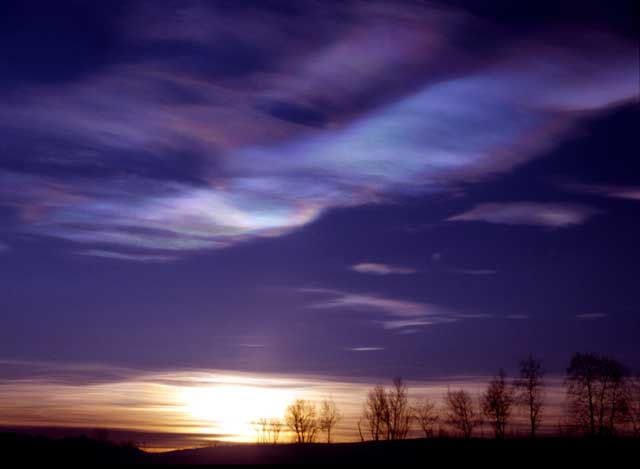
Perleťová oblaka vznikají v extrémní výšce, a tedy i nízké teplotě (okolo -80 °C), a jsou tvořena výhradně ledem

Velikost kapiček, které oblaka tvoří, je různá a závisí na typech oblaků. Největší kapičky jsou v dešťových oblacích (např. nimbostratech), kde dosahují v horní části oblaku rozměrů až 100 mikrometrů, Nejmenší kapičky byly nalezeny v oblacích kumulus a stratus, kde dosahovaly rozměru okolo 9 mikrometrů.
Zda je oblak tvořen drobnými kapičkami nebo ledovými krystalky, nezávisí jen na teplotě okolního prostředí, ale i na přítomnosti krystalizačních jader. Existence vodních kapek byla prokázána dokonce i v oblacích s teplotami do -42 °C, jen pod touto teplotní hranicí se vyskytují oblaky tvořené výlučně ledem. Vodní kapky s teplotou pod 0 °C se nazývají přechlazené. Přechlazené kapky hrají důležitou úlohu při vzniku srážek.
Kapičky vody na sebe mohou navázat i prachové částice, kterým pomáhají v přemísťování (např. když v roce 2010 vybuchla na Islandu sopka Eyjafjallajökull, měla oblaka většinový podíl na přesunu prachu a popela nad kontinentální Evropu).

### Hmotnost
Hmotnost oblaku závisí na jeho rozměrech, typu, velikosti a hustotě vodních částic, které ho tvoří. Jednotlivé oddělené oblaky typu cumulus mediocris například obsahují asi 1 gram vody na m3. Oblak cumulus mediocris se základnou o ploše 785 000 m2 a maximální výškou 500 metrů by vážil více než 250 tun. Oblak cumulonimbus se stejně velkou základnou jako v předcházejícím případě a s výškou 10 km váží při hustotě 4 g vody na m3 až 31 400 tun.

## Klasifikace oblaků

### Historický vývoj

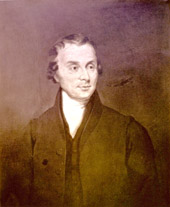
Obraz Luka Howarda (1772–1864) od Johna Opieho.

První rozlišování oblaků podle tvarů a barev se objevilo už ve 3. tisíciletí př. n. l. v Mezopotámii kvůli určování počasí. V novověku jako první poukázal na nutnost třídění oblaků francouzský přírodovědec Jean Baptiste Lamarck. V meteorologické ročence z roku 1802 publikoval svoji klasifikaci oblaků, ve které používal francouzské názvosloví, ta se však neujala. O rok později nezávisle na Lamarckovi zveřejnil své schéma oblaků amatérský meteorolog Luke Howard. Howard navrhl latinské názvosloví a tři hlavní druhy oblaků (Cirrus, Cumulus, Stratus), mezitvary však prosadil až Francouz E. Renou roku 1855. Howard zavedl i označení Nimbus, ale v jiné souvislosti, než v jaké ho známe dnes. Howardova klasifikace se orientovala pouze na viditelné znaky oblaků, jako jsou výška, rozsah a tvar. Tyto znaky však nevypovídaly nic o příčině vzniku oblaků, a proto se vyskytlo několik pokusů o vytvoření takové klasifikace, která by tento nedostatek neměla. Moderní soustava oblaků vyšla až v roce 1896 a na jejím vzniku se podíleli Švéd Hugo Hildebrand Hildebrandsson a Angličan Ralph Abercromby. Jejich zásluhou došlo k mezinárodní dohodě a vydání prvního atlasu věrných zobrazení tvarů oblaků.

### Současné třídění

Základní druhy oblaků

Základní třídění oblaků je podle jejich tvaru (morfologie). Tato morfologická klasifikace je založena na Mezinárodním atlase oblaků, který aktualizuje a znovu vydává Světová meteorologická organizace (World Meteorological Organisation WMO). Poslední vydání pochází z roku 2017. U oblaků se rozlišuje:
- 10 druhů
- 15 tvarů
- 9 odrůd
- 11 zvláštností
- 4 průvodní oblaka

- Druhy. Existuje 10 morfologických druhů oblaků, které jsou pojmenovány kombinací následujících latinských pojmů, méně často jejich českých protějšků:
  - cumulus (kupa) – tvar přirovnávaný ke květáku
  - cirrus (řasa) – vláknitý tvar
  - stratus (sloha) – závojnatý oblak
  - altus (vyvýšený) – oblaka vysokého patra
  - nimbus (déšť) – dešťová oblaka[6]
- Tvary jsou dalším dělením jednotlivých druhů oblaků. U každého oblaku lze určit právě jeden konkrétní druh a jeden konkrétní tvar.[6] Určují se podle tvaru, rozměrů, vnitřní struktury nebo provázejících jevů.
- Odrůdy jsou ještě jemnějším dělením oblaků charakterizující uspořádání jednotlivých částí oblaku. Rozlišujeme dělení do odrůd podle struktury a podle optické hustoty (tzn. průsvitnosti). Na rozdíl od druhů a tvarů může mít jeden oblak několik odrůd zároveň.[2]
- Zvláštnosti – doplňující charakteristika oblaku, popisující detail. Jeden oblak může opět disponovat několika zvláštnostmi.
- Průvodní oblaka – menší oblaka doprovázející hlavní oblak.

Méně používaná je genetická klasifikace oblaků podle jejich vzniku a vývoje. Oblaky se dají označovat i pomocí jejich mateřského oblaku, tzn. oblaku, ze kterého vznikly. Označují se názvem patřičného druhu s přívlastkem z názvu druhu mateřského oblaku + přípona (např. stratocumulus cumulogenitus nebo cumulus stratocumulomutatus. Dále se rozlišují speciální způsoby vzniku oblačnosti, kterými jsou homogenitus (oblak vzniklý činností člověka –  antropogenního původu, také antropogenní oblak, např. cirrus fibratus homogenitus jakožto kondenzační stopy (linie) za letadly nebo cumulus humilis homogenitus vznikající třeba nad chladicími věžemi jaderné elektrárny), homomutatus (oblak vzniklý přeměnou z mateřského oblaku, který vznikl činností člověka), flammagenitus (oblak vzniklý nad požárem, např. cumulus congestus flammagenitus; oblaka vzniklá tímto způsobem se někdy také nazývají pyrocumulus či pyrocumulonimbus), cataractagenitus (oblak vzniklý výparem z vodopádu, např. stratus cataractagenitus) a silvagenitus (oblak vzniklý výparem z lesa, např. stratus fractus silvagenitus).
Podle výšky (patra) se dají oblaky zařadit mezi vysoké, střední, nízké a vertikálně mohutné oblaky. Minimální výška není nijak vymezená, protože oblak může doslova „ležet na zemi“ a nazývá se pak mlha. Největší běžná výška je dána výškou troposféry kolem 10–13 km, v rovníkových oblastech až 20 km. Vzácněji jsou i oblaka ve vyšších částech atmosféry jako jsou polární stratosférická oblaka.
| Vysoká oblaka             | 5–13 km nad povrchem Země |
| Střední oblaka            | 2–7 km                    |
| Nízká oblaka              | 0–2 km                    |
| Vertikálně mohutná oblaka | přesahují hranici pater   |

Následující tabulka ukazuje tvarovou (morfologickou) a výškovou klasifikaci oblaků. Tučně jsou vyznačena písmena, ze kterých je tvořena zkratka druhu, tvaru nebo odrůdy. Pokud má oblačný druh pouze jeden možný tvar, pak se název tohoto tvaru v praxi nepoužívá.
| Druh                          | Druh česky     | Symbol | Tvar                                                  | Odrůda                                                                 | Obrázek                               |
| ----------------------------- | -------------- | ------ | ----------------------------------------------------- | ---------------------------------------------------------------------- | ------------------------------------- |
| Cirrus (Cirrus)               | řasa           |        | fibratus uncinus spissatus castellanus floccus        | intortus radiatus vertebratus duplicatus                               | Cirrus fibratus                       |
| Cirrocumulus (Cirrocumulus)   | řasokupa       |        | stratiformis lenticularis castellanus floccus         | undulatus lacunosus                                                    | Cirrocumulus stratiformis             |
| Cirrostratus (Cirrostratus)   | řasosloha      |        | fibratus nebulosus                                    | duplicatus undulatus                                                   | Cirrostratus fibratus                 |
| Altocumulus (Altocumulus)     | vyvýšená kupa  |        | stratiformis lenticularis castellanus floccus volutus | translucidus perlucidus opacus duplicatus undulatus radiatus lacunosus | Altocumulus stratiformis translucidus |
| Altostratus (Altostratus)     | vyvýšená sloha |        | (nebulosus)                                           | translucidus opacus duplicatus undulatus radiatus                      | Altostratus translucidus              |
| Stratocumulus (Stratocumulus) | slohokupa      |        | stratiformis lenticularis castellanus floccus volutus | translucidus perlucidus opacus duplicatus undulatus radiatus lacunosus | Stratocumulus stratiformis            |
| Stratus (Stratus)             | sloha          |        | nebulosus fractus                                     | opacus translucidus undulatus                                          | Stratus nebulosus opacus              |
| Kumulus (Cumulus)             | kupa           |        | humilis mediocris congestus fractus                   | radiatus                                                               | Cumulus mediocris                     |
| Nimbostratus (Nimbostratus)   | dešťosloha     |        | (nebulosus)                                           | -                                                                      | Nimbostratus                          |
| Cumulonimbus (Cumulonimbus)   | dešťokupa      |        | calvus capillatus                                     | -                                                                      | Cumulonimbus capillatus incus velum   |

## Oblačnost
Oblačnost je veličina vyjadřující, jak velká část oblohy je zakrytá oblaky. Oblačnost se může udávat v osminách nebo desetinách pokrytí a vyjadřuje, jaký zlomek oblohy je přibližně oblaky přikrytý. Zcela jasná obloha má oblačnost nula. Pokud je nebe úplně zakryté oblaky, je oblačnost (podle použité stupnice) osm nebo deset. Meteorologové jednotlivé mezistupně pojmenovávají takto:
- 1/8 – jasno,
- 2/8 – skoro jasno,
- 3/8 – malá oblačnost,
- 4/8 – polojasno,
- 5/8 – oblačno,
- 6/8 – velká oblačnost,
- 7/8 – skoro zataženo,
- 8/8 – zataženo.

Oblačnost lze určovat buď pozorováním ze Země, nebo pomocí satelitních snímků.

## Zvláštnosti a průvodní oblaka

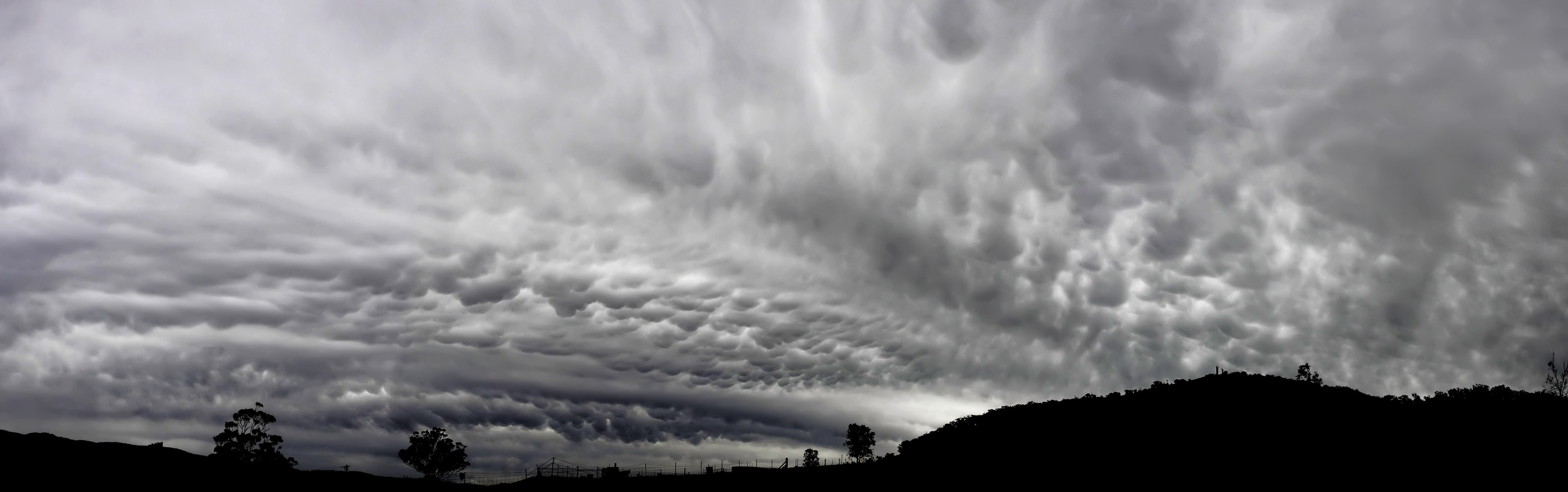
Oblak typu Mammatus

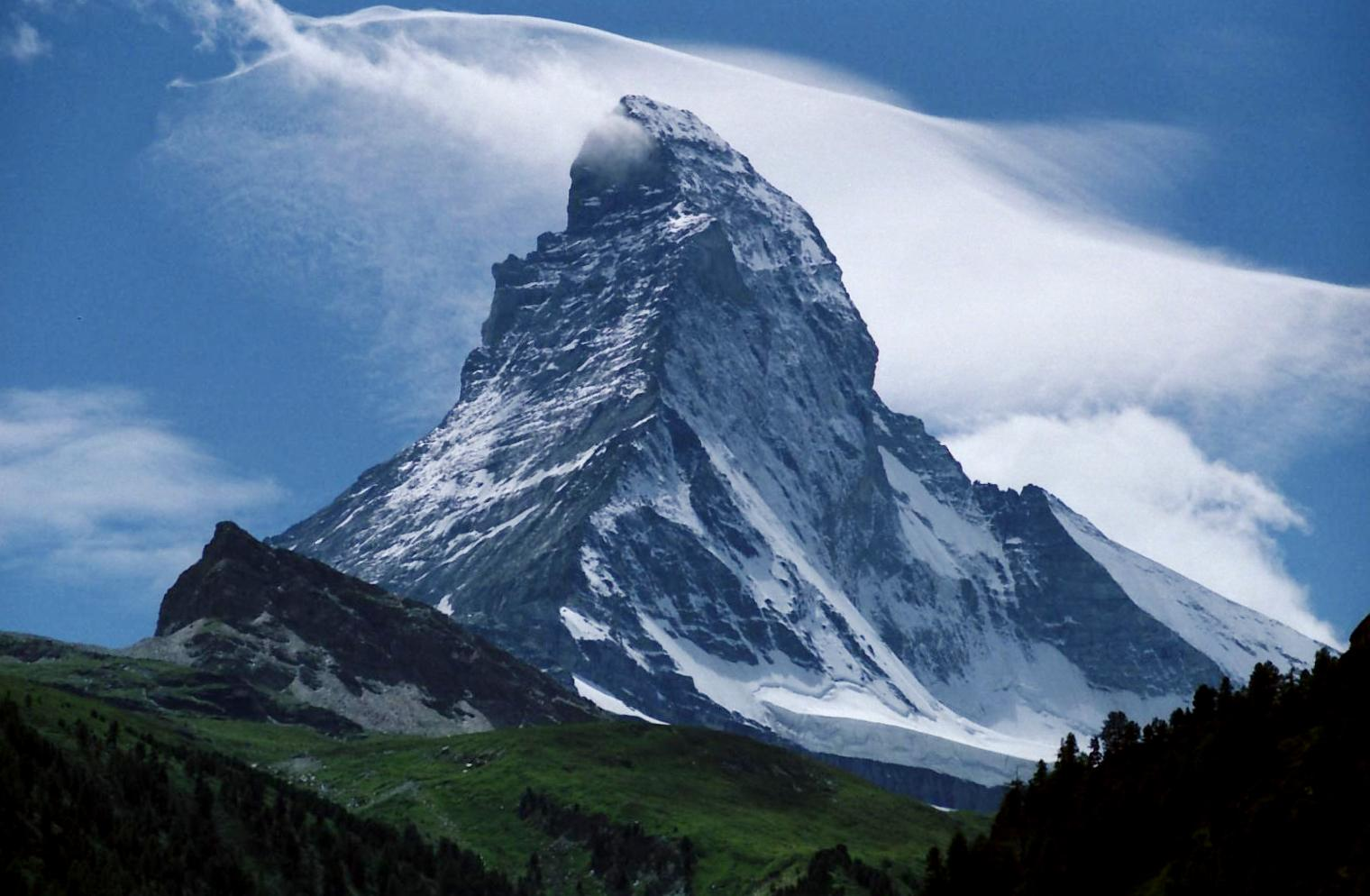
Osamělý vrchol Matterhornu často provázejí nezvyklé oblačné formace

Základní druhy oblaků mohou za určitých podmínek nabýt nezvyklé formy. Těmto formám se říká zvláštnosti. Bouřkový oblak druhu cumulonimbus může například rozšířit svůj vrchol do tvaru kovadliny. Takové oblačné zvláštnosti se říká incus. Základna (nebo obecně spodní strana oblaků) může nabýt zvláštnost mamma, kdy z oblaku visí zaoblené výběžky (oblakům se zvláštností mamma se někdy neodborně říká mammatus). Další možné zvláštnosti jsou arcus (hustý horizontální oblak válcovitého tvaru), tuba (tromba nebo tornádo), asperitas (silně zvlněná základna oblaku), fluctus (tzv. Kelvinovy-Helmholtzovy oblaky. Vznikají při vzácném jevu jménem Kelvinova–Helmholtzova nestabilita a mají tvar vln.), cavum (mezera, díra v oblačné vrstvě), murus (tzv. „wall cloud“, zvláštnost vyskytující se u silných supercelárních bouří), nebo cauda (výběžek ve tvaru ocasu spojený se zvláštností murus). Mnoho oblaků má zvláštnosti druhově specifické (např. incus se může vyskytnout pouze u oblaku druhu cumulonimbus).
Pod zvláštnost arcus bývá řazen i tzv. „shelf cloud“ neboli oblačný límec – nízko visící, výrazně formovaný, protáhlý oblačný útvar (formace), resp. součást bouřkového oblaku cumulonimbus, který se vyskytuje podél náběžné hrany nárazové fronty. Nejčastěji se tvoří těsně před intenzivními bouřkami. Shelf cloud byl lidově označován také jako húlavový oblak nebo húlavový límec.
I to, že z oblaku vypadávají srážky, je považováno za zvláštnost. Rozlišujeme zde, jestli srážky dosahují zemského povrchu (v takovém případě se jedná o zvláštnost praecipitatio), nebo zdali se srážky stihnou odpařit dříve, než zemského povrchu dosáhnou (pak jde o zvláštnost virga).

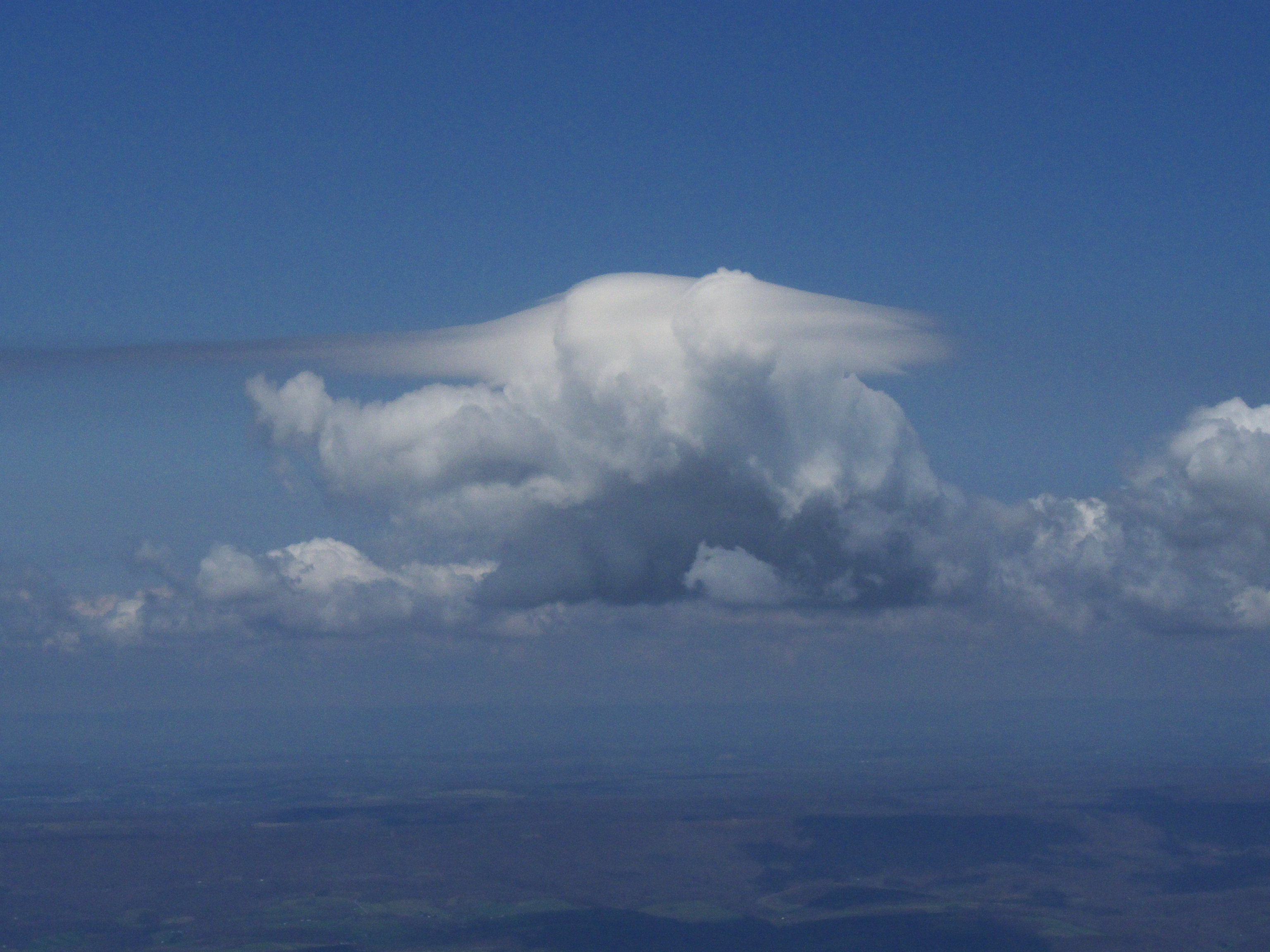
Oblak cumulus mediocris pileus (průvodní oblak pileus zahaluje vrchol hlavního kumulu).

Kolem hlavního oblaku se též mohou vyskytovat tzv. průvodní oblaka, která jsou sice jeho součástí, ale která mají odlišnou strukturu. Taková průvodní oblaka rozlišujeme čtyři, a to pileus (vypadá jako čepička nad kupovitými oblaky), pannus (útržky oblaků pod základnou hlavního oblaku, nejčastěji vzniklé po srážkové činnosti), velum (podobný průvodnímu oblaku pileus, má však větší horizontální rozsah a vyskytuje se pod vrcholem oblaku) a flumen (pás oblačnosti pod základnou cumulonimbu vzniklý působením vtokového pásma supercelární bouře).
Zvláštnosti i průvodní oblaka zkracujeme jako první 3 písmena jejich názvu. Výjimkou jsou zvláštnost fluctus (zkr. flu) a průvodní oblak flumen (zkr. flm), kde by se jinak docházelo k záměně.

## Jiná oblaka
Kromě základních druhů oblaků existují i další útvary složené z částic rozptýlených ve vzduchu, které se také dají nazývat oblaka. 
U pobřeží studených moří se občas tvoří tzv. rotorové oblaky, dlouhé oblaky válcovitého tvaru (oblaka odrůdy volutus), které mohou klesnout až na zemský povrch. Tehdy se z nich stanou rotorové stěnové oblaky.
Při překonání rychlosti zvuku se okolo letadla utvoří Prandt-Glauertův oblak, který vznikne změnou objemu vzduchu s vysokým obsahem vodních par. Umělá oblaka v podobě bílých pruhů (kondenzačních linií) se tvoří i za dráhou letadel letících ve výšce 7 až 12 km. Dle morfologické klasifikace je lze klasifikovat jako cirrus fibratus homogenitus. Vznikají zmrznutím vodní páry ve spalinách letadla, ale hlavně už přítomné vodní páry v okolním vzduchu, které k desublimaci „nastartují“ páry z výfuku letadla. Teplota ve výškách vzniku pruhů se pohybuje okolo -60 °C. Nejprve mají vzhled zářivě bílých čar, postupem času se však rozpadají. Jednotlivé krystalky, které je tvoří, se od sebe vzdalují a sublimují. Někdy však mohou vydržet i několik hodin a postupně se rozšiřovat a některé se dokonce stanou nerozeznatelnými od přírodních oblaků.

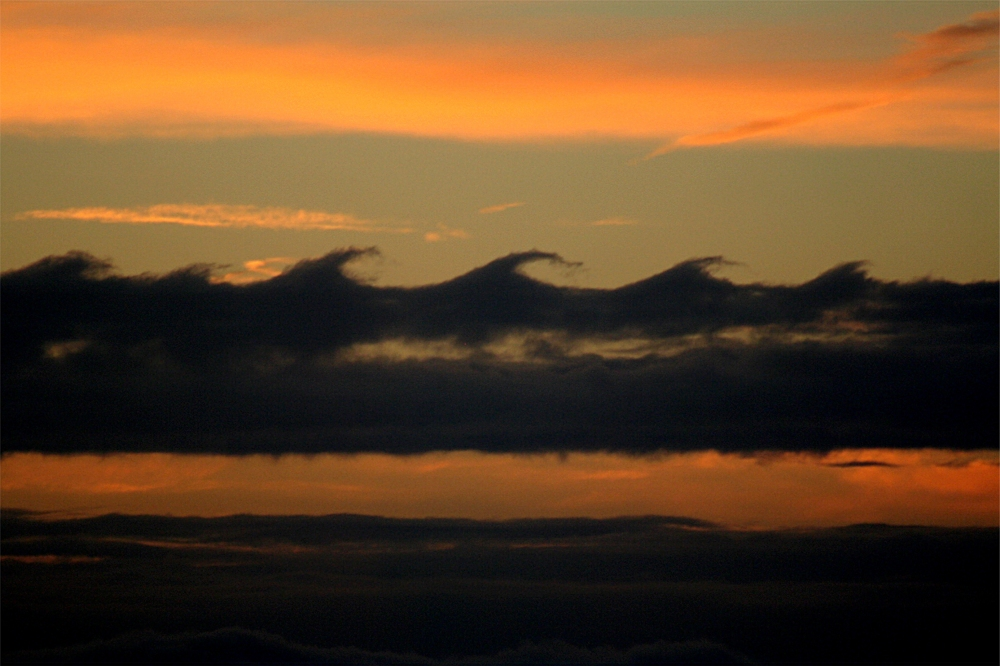
Kelvinovy-Helmholtzovy oblaky (oblačná zvláštnost fluctus)

Drtivá většina oblaků se tvoří v nejspodnější vrstvě atmosféry, v troposféře, ale vzácně se vyskytují i stratosférická a mezosférická oblaka. Mezi ně patří perleťová oblaka a noční svítící oblaka. Perleťová oblaka se vzhledem podobají cirrům, ale liší se od nich výraznou irizací, připomínající perleť. Cirrům se podobají i noční svítící oblaka, na rozdíl od pravých cirrů se však nacházejí mnohem výš, v mezosféře (75–90 km nad zemí). Jejich původ dosud není úplně znám.[zdroj?] Svítí díky tomu, že odrážejí sluneční světlo a to i v době, kdy je slunce příliš nízko pod obzorem na to, aby osvětlovalo níže položená troposférická oblaka.

## Orografická oblaka
Oblaka, na jejichž vznik měly výrazný vliv terénní překážky, se nazývají orografická. Stejně jako všechna troposférická oblaka je možné je zařadit do některého z 10 druhů oblaků. Známý orografický oblak je altocumulus lenticularis, který se tvoří za hřebeny pohoří. Je to bílý oblak ve tvaru čočky, který někdy připomíná létající talíř. Typický způsob jeho vzniku je vlnové proudění. Na předním okraji jsou oblaka většinou ostře ohraničená, na zadní straně roztřepená a tenká. Oblak působí stacionárně, nemění tvar ani polohu, ve skutečnosti v něm však probíhají dynamické procesy. Na návětrné straně do oblaku vstupuje kondenzující pára a na závětrné straně se vypařuje. Oblak naznačuje silné proudění vzduchu v troposféře.
Na osamělém horském vrcholu se tvoří při silném větru tzv. vlajkový oblak nebo „čapka“ zahalující jeho vrchol.
Lokální větrné systémy způsobují vznik charakteristických oblaků i na pobřežích moří. Při bríze, mořském větru, může nad pevninou vznikat podél pobřeží hradba oblaků.

## Souvislost spočasím

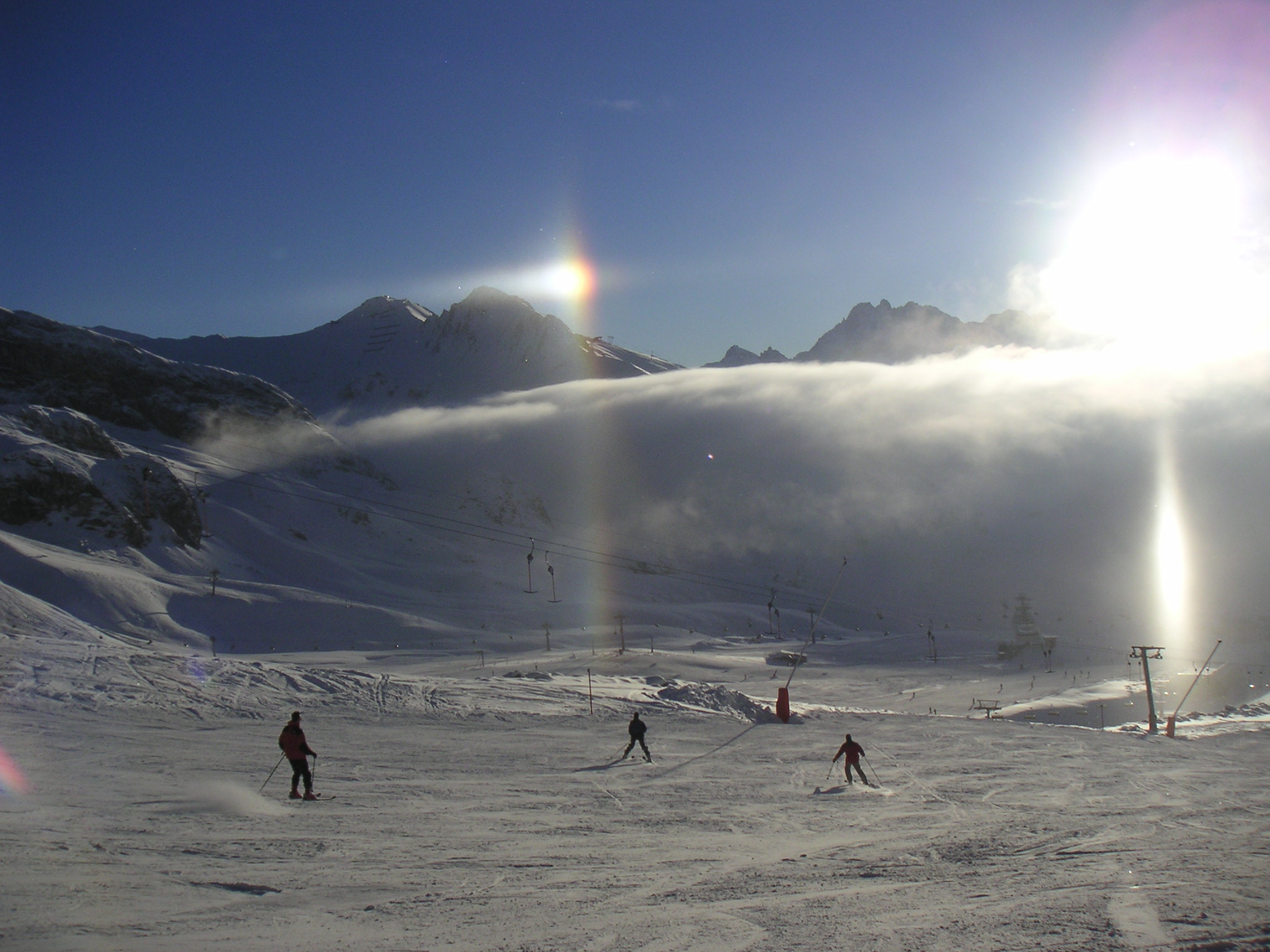
Halový jev známý jako „boční slunce“ (parhelium)

Oblaky mnoho vypovídají o procesech, které právě probíhají v atmosféře. V závislosti na vlhkosti a proudění vzduchu vznikají charakteristické druhy oblaků. Jasná obloha, na které se netvoří kupovité oblaky a rychle mizící kondenzační pruhy za letadlem, naznačují ustálené jasné počasí.
Bouřky jsou vázány výlučně na oblak cumulonimbus (kumulonimby), nejhrubší ze všech oblaků. Kumulonimby vznikají z kumulů, proto jejich přítomnost (kromě cumulus humilis) na obloze může značit zhoršení počasí v blízké budoucnosti, které však nemusí být pouze bouřkového charakteru.
Cirry jsou oblaky, které v závislosti od typu symbolizují pěkné, ale i špatné počasí. To je proto, že vznikají téměř výhradně působením atmosférických front, a tak většinou značí právě blížící se frontu. Cirrokumuly v podobě malých „beránků“ bývají předzvěstí bouřek. Nízká oblačnost (stratocumulus, stratus) je ve většině případů předzvěstí vytrvalého deště. Obecně je možné říct, že jemné, řídké, nezahušťující se oblaky vysoké hladiny předznamenávají přetrvávající pěkné počasí, ale postupně se zvětšující a houstnoucí vysoké oblaky naznačují jeho zhoršení.
Vysoko položené, ale řídnoucí oblaky, někdy způsobují zvláštní optické jevy, které se souhrnně nazýváme fotometeory. Nejčastěji zastoupenými fotometeory jsou halové jevy. Na ledových krystalcích oblaků cirrostratus dochází k lomu a odrazu slunečního nebo měsíčního světla. V blízkosti těchto světelných zdrojů lze pozorovat různě zbarvené kruhy, oblouky a skvrny. Dále mohou na oblačnosti vznikat i jiné fotometeory, jako jsou korony (aureoly), glorioly a irizace.

## Oblačnost na jiných tělesech

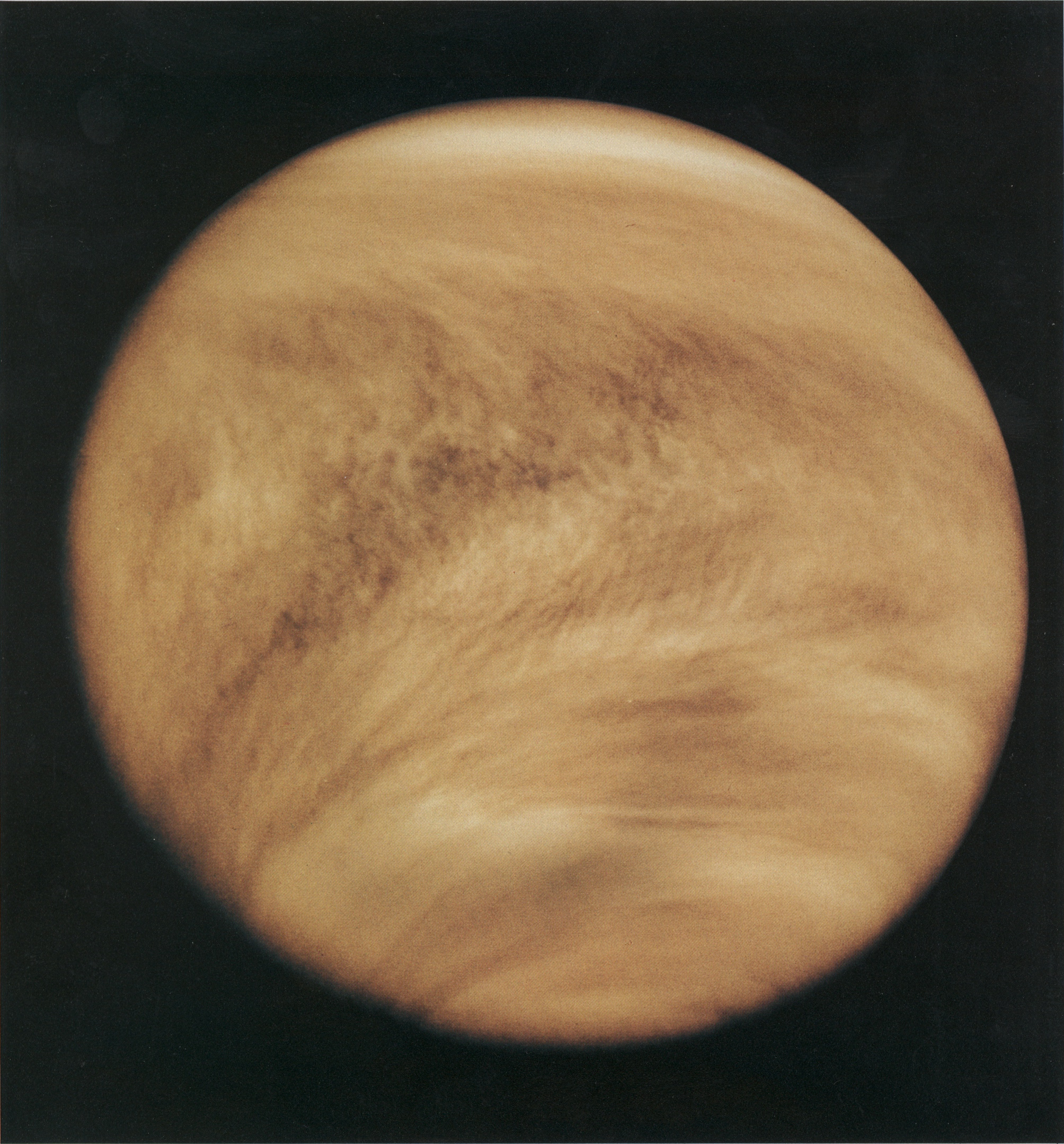
Jemnější struktura oblačnosti na Venuši se dá pozorovat jen na ultrafialových záběrech, jakým je například tato (fotografie ze sondy Pioneer-Venus 1)

Oblaka může mít každé těleso sluneční soustavy, které má dostatečně hustou atmosféru na to, aby v ní došlo ke kondenzaci částic. Přitom to nejsou vždy částice vody – s výjimkou Marsu tvoří vodní pára jen malou příměs v oblacích jiných planet. Extraterestrické oblaky jsou složeny především z jiných sloučenin, například z krystalického amoniaku a hydrosulfidu amonného (Jupiter, Saturn), metanu (Uran, Neptun) nebo z kyseliny sírové (Venuše).

### Planety
Výzkum kosmickými sondami odhalil, že i Merkur má atmosféru, která je ale příliš řídká a oblaka se v ní netvoří.
Venuše má atmosféru o mnoho hustší než Země a celou ji zahaluje vrstva oblaků, kvůli nimž není povrch planety vidět. Tato vrstva měří 50–870 km a pohlcuje až 50 % dopadajícího slunečního záření. Oblaka Venuše jsou složena z kapiček kyseliny sírové, jejichž velikost v hlavní vrstvě dosahuje asi 2–3 mm.
Atmosféra Marsu je také poměrně řídká, přesto je možné v ní zpozorovat několik druhů oblaků. Ty se dají rozdělit na oblaka z ledových částic, která jsou téměř stejná jako pozemské Cirry nebo Cumuly, oblaka tvořená pravděpodobně krystalickým CO2 a na oblaka z prachu a písku. V průběhu marsovského jara a léta dochází k vypařování nad oblastmi polárních čepiček, vzniku oblačnosti a jejího přesunu do rovníkových oblastí, kde oblaka zamrznou a dopadnou na povrch v podobě ledových krystalků.
Plynní obři mají mohutné atmosféry, které nedovolují nahlédnout do hlubších vrstev planety. Jupiter je znám svou bouřlivou a pestře zbarvenou oblačností. Vrcholky nejvyšších mraků jsou červené kvůli anorganickým polymerním sloučeninám fosforu. Pod nimi jsou bílé vrstvy, nižší jsou hnědé a nejnižší pozorovatelné oblasti mají modré zbarvení. Rozdílné zbarvení mraků způsobuje kromě různých barevných příměsí i měnící se teplota. Vrstva oblaků je podle výpočtů asi 1 000 km tlustá a je uspořádána do tmavých pruhů a světlejších pásem.

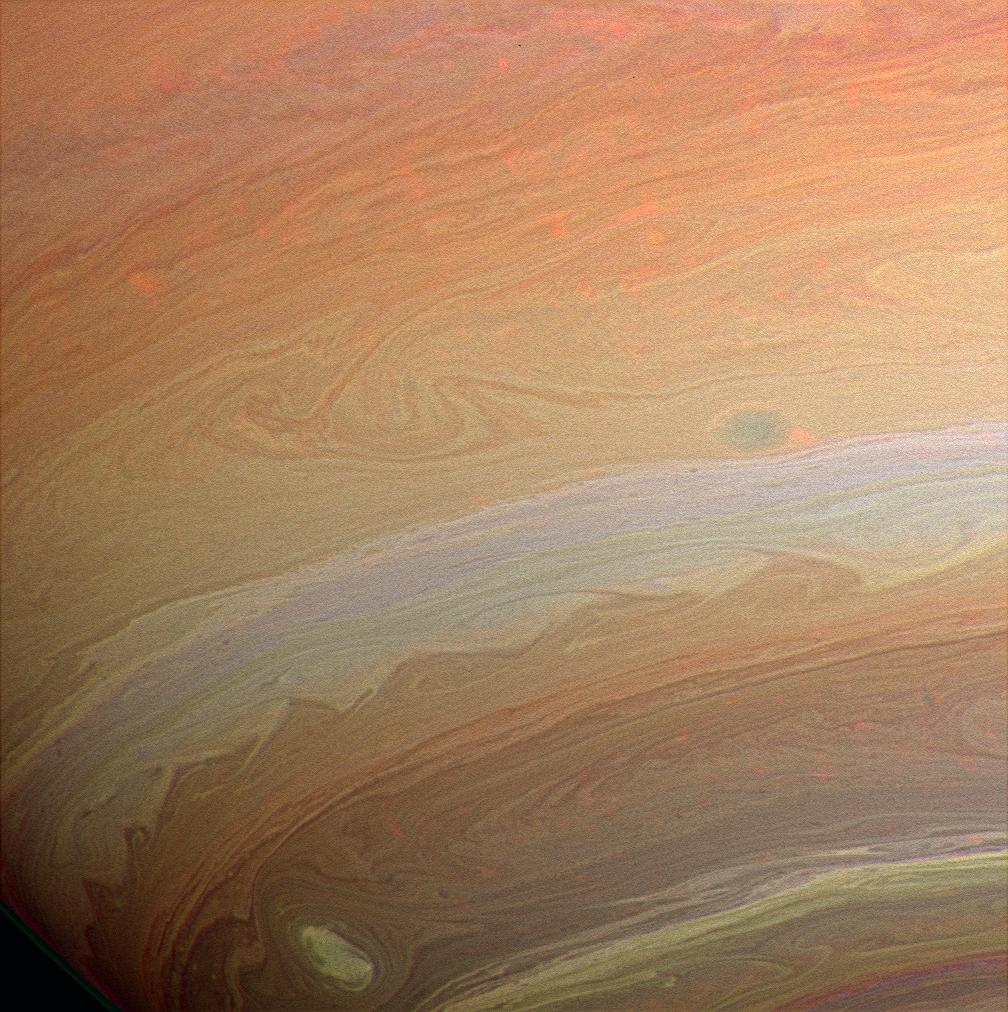
Jemná struktura vrchních vrstev oblak Saturnu (snímek sondy Cassini)

Viditelné mraky Saturnu jsou tvořeny hlavně krystalickým amoniakem. Výraznými atmosférickými útvary jsou světlé skvrny podobné tlakovým nížím na Zemi, ale o mnoho větší. Tvoří je konvektivní proudy v atmosféře Saturnu. Rychle mění tvar a po čase zmizí.
Uran má mraky tvořené hlavně metanem. Tato oblaka tvoří podobné, i když méně výrazné obrazce než u Jupitera a Saturnu. Neptun je znám svou bouřlivou aktivitou v atmosféře. Unikátním úkazem v atmosféře Neptunu je přítomnost vysokých oblaků, které vrhají stíny na neprůhledné vrstvy pod nimi.

### Měsíce
Dostatečně hustou atmosféru na vznik oblaků má také Saturnův největší měsíc Titan. Jeho atmosféra obsahující především dusík, metan a jiné uhlovodíky je neprůhledná a zcela zakrývá pohled na jeho povrch. Sonda Cassini v ní objevila gigantický oblak nad severním pólem. Má průměr až 2400 km a sahá po 30° jižní šířky. Je pravděpodobné, že právě z tohoto oblaku prší uhlovodíky hromadící se v povrchových jezerech, která sonda Cassini také objevila.
Oblaka se tvoří i v atmosféře nejchladnějšího prozkoumaného tělesa sluneční soustavy, Neptunova měsíce Tritonu. Jsou složeny z krystalického zmrzlého dusíku. Sondě Voyager 2 se podařilo jeden oblak na okraji disku měsíce vyfotografovat, když okolo něj roku 1989 přelétala.